# Rangitata peelensis
Rangitata peelensis är en spindelart som beskrevs av Forster och Wilton 1973. Rangitata peelensis ingår i släktet Rangitata och familjen Amphinectidae. Inga underarter finns listade i Catalogue of Life.